# Cidnopus poneli
Cidnopus poneli är en skalbaggsart som först beskrevs av Leseigneur och Mertlik 2007.  Cidnopus poneli ingår i släktet Cidnopus, och familjen knäppare. Arten är reproducerande i Sverige.